# Liste der Baudenkmäler in Liblar
Die Liste der Baudenkmäler in Liblar enthält die denkmalgeschützten Bauwerke auf dem Gebiet von Erftstadt-Liblar in Nordrhein-Westfalen (Stand: Juni 2024). Diese Baudenkmäler sind in der Denkmalliste der Stadt Erftstadt eingetragen; Grundlage für die Aufnahme ist das Denkmalschutzgesetz Nordrhein-Westfalen (DSchG NRW).

## Baudenkmäler
Die Liste der Baudenkmäler enthält Sakralbauten, Wohn- und Fachwerkhäuser, historische Gutshöfe und Adelsbauten, Industrieanlagen, Wegekreuze und andere Kleindenkmäler sowie Grabmale und Grabstätten, die eine besondere Bedeutung für die Geschichte Erftstadts haben.
Hinweis: Die Reihenfolge der Denkmäler in dieser Liste entspricht der offiziellen Liste und ist nach Bezeichnung, Ortsteilen und Straßen sortierbar.
| Bild                                                             | Bezeichnung                                                      | Lage                                   | Beschreibung | Bauzeit                    | Eingetragen seit | Denkmal- nummer |
| ---------------------------------------------------------------- | ---------------------------------------------------------------- | -------------------------------------- | --- | -------------------------- | ---------------- | --------------- |
| Ehemalige Rentei                                                 | Ehemalige Rentei                                                 | Fritz-Erler-Straße 4–6                 | Das zweigeschossige fünfachsige Wohnhaus mit Krüppelwalmdach und zwei Dachgauben stammt im Kern aus dem Jahre 1630. Neben dem mittig gelegenen Eingang mit Freitreppe sind je zwei Fenster symmetrisch angeordnet. Die fünf Fenster des Obergeschosses haben wie die des Untergeschosses Sandsteinfassungen, in die Sprossenfenster mit Oberlichtern eingesetzt sind, die durch Schlagläden ergänzt werden. Im Innern wurde die zum Teil noch erhaltene Balkenkonstruktion des alten Fachwerkbaues freigelegt. Das Wohnhaus besitzt einen Gewölbekeller, in dem sich ursprünglich der Hausbrunnen befand. Zu den Nebengebäuden gehört der aus Backstein erbaute Turm aus dem Jahre 1856, zu dessen Räumen es von den Etagen des Haupthauses einen Zugang gibt. Das anschließende zweigeschossiger Gebäude mit Walmdach, die ehemalige Schreinerei, ist durch einen Anbau hinter dem Turm mit dem ehemaligen Rentmeisterhaus verbunden. | 17. und 19. Jh.            | 12.08.1982       | 028             |
| weitere Bilder                                                   | Schloss Gracht                                                   | Fritz-Erler-Straße 1                   | Der dreigeschossige Ostflügel des Herrenhauses mit einem viergeschossigen Turm stößt im rechten Winkel an den zweigeschossigen Südflügel mit einem dreigeschossigen Turm. Von der in ihrem Winkel liegenden Terrasse führt eine Brücke zum Burginnenhof und der Vorburg. Die Fassaden beider Flügel mit Quaderputz sind durch ein umlaufendes Sockelgesims und ein Gurtgesims gegliedert. Als Abschluss der beiden Flügel und der beiden Türme zieht sich ein vorspringendes Kranzgesims mit Balustrade um den gesamten Komplex. Während die beiden Flügel des Herrenhauses Walmdächer besitzen, enden die Dachflächen der beiden Türme in einem Knauf. Darüber erhebt sich eine Laterne, die eine Glockenhaube trägt. Die von zwei Ecktürmen begrenzte Vorburg mit beidseitig anschließenden Gebäuden ist ein Ziegelsteinbau aus dem Jahre 1698 (durch Ankerzahlen datiert). Die Torburg mit spitzgiebeligem Dach und Treppengiebel ist quer in den Nordtrakt eingeschoben. Im Jahre 1879 wurde nach einem Brand der Dachstuhl erneuert sowie das Obergeschoss der Vorburg im neugotischen Stil mit abgetreppten Giebeln neu erbaut. | 1658, 1854                 | 12.08.1982       | 029             |
| Parkanlage Schloss Gracht                                        | Parkanlage Schloss Gracht                                        | Fritz-Erler-Straße                     | Der älteste Teil des Schlossparks wurde im 17. und Anfang des 18. Jahrhunderts nach französischem Vorbild als Barockgarten angelegt, von dem das Gartenparterre noch erhalten ist. Der jüngere Teil des Parks wurde im 19. Jahrhundert als englischer Landschaftsgarten gestaltet. | 17./18. Jh. und 19. Jh.    | 12.08.1982       | 030             |
| Ehemaliger Fronhof                                               | Ehemaliger Fronhof                                               | Carl-Schurz-Straße 116                 | Das zweigeschossige weiß getünchte Backsteingebäude mit Satteldach stammt überwiegend aus dem 18. Jahrhundert. Die Sprossenfenster des sechsachsigen Wohnhauses sind regelmäßig angeordnet, in der vierten Achse liegt der Hauseingang. Der an das Wohnhaus anschließende Trakt mit korbbogiger Einfahrt reicht bis zur Kirchhofsmauer. | 18. Jh.                    | 12.08.1982       | 033             |
| weitere Bilder                                                   | Pfarrkirche St. Alban                                            | Carl-Schurz-Straße 114                 | Die zweischiffige Backsteinkirche mit einem integrierten Westturm und schlanker Kirchturmspitze liegt leicht erhöht an der vorbeiführenden Straße. Die Außenmauern sind durch regelmäßig angeordnete Tuffbänder gegliedert. Über dem Westportal befindet sich ein Wappenstein der Familie Wolff Metternich zur Gracht, in dem die Erbauung im Jahre 1669 datiert ist. Eine 1928 angebaute Beicht- und Taufkapelle links vom Eingang ist ein Werk des Kölner Architekten Dominikus Böhm. Die ursprünglich einschiffige Barockkirche erhielt beim Wiederaufbau nach den Zerstörungen im Zweiten Weltkrieg ein zweites Schiff. | 1669/1671, 1928, 1947/1950 | 16.09.1982       | 051             |
| weitere Bilder                                                   | Evangelische Friedenskirche                                      | Schlunkweg / Donatusstraße             | Die einschiffige verputzte Saalkirche im neubarocken Stil wurde 1925/26 errichtet. Zwischen den die Außenwand des Saalbaus gliedernden Lisenen sind an den Seiten in einem rundbogigen Feld Drillingsfenster angeordnet. Zwei rundbogige Eingänge befinden sich an der Westseite. Der Schweifgiebel reicht bis zum fast quadratischen Dachreiter auf dem hohen schiefergedeckten Dach. Der Dachreiter hat seitlich jeweils drei nebeneinander angeordnete Schallfenster und eine geschweifte Haube. Ein stark profiliertes umlaufendes Gebälk zwischen Saalbau und Dach hebt die beiden Bauteile voneinander ab. | 1925/26                    | 12.02.1984       | 088             |
| Bildstock                                                        | Bildstock                                                        | Brühler Straße / Am Hahnacker          | Der Bildstock besteht aus einem rechteckigen Sockel und einem überdachten Aufsatz mit einer stichbogigen Nische, auf dem Dach ein gusseisernes Kreuz. Zwischen Sockel und Aufsatz verläuft ein Backsteingesims. Der Bildstock ist durch ein original gusseisernes Gitter eingefriedet. | um 1900                    | 27.03.1990       | 121             |
| Grabsteine an der Kirchenmauer der Pfarrkirche St. Alban         | Grabsteine an der Kirchenmauer der Pfarrkirche St. Alban         | Carl-Schurz-Straße 114a                | Die in die Mauer des Kirchenvorplatzes eingelassenen Grabsteine aus dem 17. und 18. Jahrhundert stammen von dem ehemals um die Kirche gelegenen Friedhof. | 17./18. Jh.                | 28.08.1990       | 137             |
| Pfarrhaus (Backsteinhaus)                                        | Pfarrhaus (Backsteinhaus)                                        | Carl-Schurz-Straße 134                 | Das zweigeschossige Backsteingebäude wurde im neugotischen Stil errichtet. Die zur Straße gelegene Seite wird durch einen mit hellen Ziegeln abgesetzten Mittelrisalit und einen Zwerchgiebel hervorgehoben. Die Fassade wird durch ein Geschosstrennungsgesims und ein Traufgesims sowie Fensterstürze und Türsturz aus hellen Ziegeln gestaltet. | Ende 19. Jh.               | 04.12.1990       | 139             |
| Gasthaus (Teileintrag)                                           | Gasthaus (Teileintrag)                                           | Carl-Schurz-Straße 120                 | Das ursprünglich in Fachwerk erbaute Gasthaus erhielt 1887 nach der Datierung auf der Wetterfahne eine Backsteinfassade im neugotischen Stil. Die Betonung der Mitte erfolgt durch einen flachen übergiebelten Risalit. Lisenen, ein Geschosstrennungsgesims und ein Traufgesims mit Zahnschnitt und Lisenen in hellfarbigen Ziegeln sind weitere Gestaltungselemente. Die gusseiserne Laterne über dem Eingang mit einem Schwan im bleiverglasten Buntfenster stammt aus dem Jahre 1901. Der Fachwerkgiebel an der Köttinger Straße wurde um 1905 in Backstein erneuert. Nach einem Brand im Jahre 1999 musste das Gebäude von Grund auf saniert und restauriert werden. Die erhalten gebliebene Fassade steht unter Denkmalschutz. | 1887                       | 12.08.1982       | 143             |
| 2-geschossiges Backsteinhaus                                     | 2-geschossiges Backsteinhaus                                     | Köttinger Straße 7                     | Die Fassade des zweigeschossigen Backsteinhauses, dessen Mittelachse durch ein Zwerchhaus betont wird, ist durch Lisenen und ein Geschosstrennungsgesims gegliedert. Die Lisenen im Mittelteil besitzen verzierte Kapitelle. Die Gebäudeecken werden betont durch Aufsetzer im Traufbereich. Die Traufzone hat eine zinnenartigen Verblendung. In die Wandfläche über den drei Fenstern im Obergeschoss sind Verzierungen eingearbeitet. | 1860                       | 07.10.1991       | 157             |
| Esserhof 2-geschossiges Fachwerkhaus                             | Esserhof 2-geschossiges Fachwerkhaus                             | Carl-Schurz-Straße 27                  | Das 7-achsige Fachwerkhaus mit einem Satteldach, regelmäßig angeordneten Fenstern und einen Eingang in der dritten Achse steht traufseitig zur Straße. Seitlich schließt sich eine überbaute Tordurchfahrt an. Das Haus, eine ehemalige Scheune, wurde um 1700 am früheren Standort abgeschlagen und am heutigen Platz zu einem Fachwerkhaus umgebaut. Das ursprünglich 5-achsige Wohnhaus erfuhr mehrfache Umbauten. Im 19. Jahrhundert wurden zwei Achsen zugefügt und 1890 erhielt es eine neue überbaute Tordurchfahrt. Bei der Restaurierung in den 1990er Jahren wurde der Putz abgeschlagen und das Fachwerk wieder freigelegt. | um 1700                    | 15.07.1992       | 175             |
| Bildstock                                                        | Bildstock                                                        | Schwanenstraße 4                       | Der Bildstock aus Backstein besteht aus einem rechteckigen Sockel, einem Aufsatz mit einer rundbogigen Nische und einer Überdachung mit einem Kreuz im Giebeldreieck. In der durch ein Gitter verschlossenen Nische steht eine Maria mit Jesuskind. | 20. Jh.                    | 09.03.1994       | 207             |
| Kloster, ehemaliges Haus Winterschladen                          | Kloster, ehemaliges Haus Winterschladen                          | Carl-Schurz-Straße 106                 | Das Haus besteht aus drei Baukörpern, die im Erdgeschoss durch eine durchlaufende Bändergliederung zusammengefasst werden. Der mittlere Bauteil, das eigentliche Wohnhaus, ist ein verputzter Backsteinbau mit Satteldach. Die Fassade ist in der Vertikalen durch Quaderpilaster und in der Horizontalen durch Gesimse gegliedert. Der Mittelgiebel trägt als Bekrönung heute ein Kreuz. Die beiden rundbogigen Fensteröffnungen des Giebels werden von Voluten eingefasst. Von den sieben Fenstern des Obergeschosses sind drei in der Mitte, je zwei seitlich angeordnet. Im Erdgeschoss befindet sich statt des dritten Fensters die Eingangstür, die jedoch nicht mittig angelegt ist. Der niedrige westliche Teil ist ein verputzter Backsteinbau mit einem Walmdach, Hausteinen an Fenstern und einem Eingang an der Hofseite. Im östlichen Gebäude mit Walmdach wurde im ersten Stock anstelle der älteren Fenster ein großes Fenster mit Glasbausteinen und einem vorgesetzten Betonkreuz eingefügt. Die Fassade reicht östlich bis zu einem schmiedeeisernen Tor.                                                           | 19. Jh.                    | 27.03.1997       | 292             |
| Musikschule / Ehemalige Volksschule Oberliblar Heidebroichstraße | Musikschule / Ehemalige Volksschule Oberliblar Heidebroichstraße | Heidebroichstraße 36 / Ecke Schlunkweg | Das langgestreckte zweigeschossige Gebäude mit Walmdach und Dachgauben besteht aus drei Trakten, von denen der mittlere Trakt mit dem überdachten Haupteingang zurückgesetzt liegt. Im Obergeschoss befinden sich vier schmale Fenster. Die beiden außen liegenden Trakte sind gleich gestaltet mit je drei Fenstern im Unter- und Obergeschoss und einem seitlich gelegenen Eingang. Alle Eingänge sind über Treppen zu erreichen. | 1910                       | 14.03.2006       | 351             |
|                                                                  | Wohn- und Geschäftshaus                                          | Carl-Schurz-Straße 103                 | |                            | 06.08.2021       | 373             |

## Belege
1. ↑  Denkmalliste der Stadt Erftstadt, übermittelt durch die Untere Denkmalbehörde Erftstadt
2. ↑  Frank Bartsch, Dieter Hoffsümmer, Hanna Stommel: Denkmäler in Erftstadt. Erftstadt 1998–2000. Kap. 14.6 Liblar Ehemaliges Rentmeisterhaus
3. ↑  Frank Bartsch, Dieter Hoffsümmer, Hanna Stommel: Denkmäler in Erftstadt. Erftstadt 1998–2000. Kap. 14. 2 Liblar Schloss Gracht
4. ↑  Sabine Boebé: Schloss Gracht in Erftstadt Liblar. Rheinische Kunststätten. Heft 355. Köln 1990
5. ↑  Frank Bartsch, Dieter Hoffsümmer, Hanna Stommel: Denkmäler in Erftstadt. Erftstadt 1998–2000. Kap. 14.4 Liblar Ehemaliger Fronhof
6. ↑  Frank Bartsch, Dieter Hoffsümmer, Hanna Stommel: Denkmäler in Erftstadt. Erftstadt 1998–2000. Kap. 14.3 Liblar St. Alban
7. ↑  Frank Bartsch Kapitel 14.5 Liblar Evangelische Kirche. In: Frank Bartsch, Dieter Hoffsümmer, Hanna Stommel: Denkmäler in Erftstadt. Erftstadt 1998–2000.
8. ↑  Frank Bartsch: Das „Gasthaus zum Schwan“ in Erftstadt-Liblar. In: Jahrbuch der Stadt Erftstadt 2002. S. 124–126
9. ↑  Hans-Joachim Eßer und Johann-Peter Esser: Der Esser Hof. In: Jahrbuch der Stadt Erftstadt 2007. S. 93–100
10. ↑  Frank Bartsch Kapitel 14.7 Liblar Klarissenkloster. In: Frank Bartsch, Dieter Hoffsümmer, Hanna Stommel: Denkmäler in Erftstadt. Erftstadt 1998–2000.